# Castell d'Ali Maimo
El Castell del Real, també denominant Castell del Real de Vilaragut i Castell de Marines, està situat entre els municipis de Marines i Olocau, en la comarca del Camp de Túria, al País Valencià. Està declarat Bé d'interès cultural.

## Història
Es tracta d'una fortalesa de l'època musulmana i s'utilitzava per a la defensa del nord de la ciutat de València enfront dels atacs d'Aragó, junt amb altres castells de la zona, com ara els castells de Xelva i Sagunt. Hi ha referències de la seva existència en relats com la compilació històrica d'Ibn Idari, sobre la València del segle xi. També en la Historia Roderici es fa esment al castell al narrar una de les aventures de Rodrigo Díaz de Vivar. La Crònica General, de 1344, al tractar els mateixos fets, també fa referència al castell d'Olocau.
Aquest castell manté la seva importància fins al segle xiii, ja que es té constància d'haver estat una de les últimes fortaleses que es va rendir, durant la reconquesta realitzada pel rei Jaume I, després d'això va passar a poder cristià. De fet, en el llibre del Repartiment i també en un document de Jaume I de 1250, es parla del castell com Castell d'Olocau. Ja cap a final del segle xiii, el 3 de febrer de 1286, Ramon Escorna, primer Senyor d'Olocau, va obtenir d'Alfons III d'Aragó el feu del castell i l'any 1287 el va reedificar.
A principi del segle xiv el senyoriu va pertànyer a Joan Escorna, qui el 29 d'octubre de 1359, ven el castell i la baronia d'Olocau a Mateu Mercer. Més tard el senyoriu passa a la família Vilaragut. Na Violant de Vilaragut pel seu matrimoni amb el noble Lluís Boïl obté com a dot, entre altres propietats, els senyorius del castell i vall d'Olocau, a la qual cosa s'oposen violentament el 1475 els seus germans. Després de moltes lluites entre familiars, l'any 1649 el comtat passa als Fenollet, per matrimoni de na Margarida de Vilaragut i Sanz, filla del Comte d'Olocau, amb Diego de Fenollet i Albinyana.
Finalment, i per problemes de falta de descendència directa de la família Fenollet, el 1871 la propietat passa na Maria del Carme Crespí de Valldaura i Car, filla del Comte d'Orgaz i Sumacàrcer, veïna de Palma, casada amb José de Zaforteza i Togores, Dameto i Denti. Des de llavors pertany al mateix llinatge.

## Descripció
El castell és a mig camí entre els municipis de Marines i Olocau, a la part alta d'una forest, a uns 574 metres. El recinte principal és dins del terme municipal de Marines, mentre que la muralla sud i un aljub són dins del terme d'Olocau. Presenta la fortificació un perímetre irregular, adaptat al terreny. Dins de la fortificació es poden distingir dos recintes: un de major extensió, l'exterior, del qual només hi resta la base, part de la planta quadrangular i un aljub; i un altre d'interior, de planta trapezoïdal, que és en una prominència rocosa i que conserva les principals dependències del castell.
Comprèn tres espais a diferents nivells. El primer espai, a nivell més baix, està cobert totalment per enderrocs. El segon espai, està també sepultat per enderrocs, encara que es veuen restes de murs, de molt escassa altura. Destaca un nínxol de planta rectangular, d'1,98 metres de longitud per un metre de profunditat, cobert per volta de mig canó, que com la resta dels edificis està fabricada amb teixes de gres i calç. El fet que aquesta construcció estigui annexa a un aljub, així com l'existència d'una obertura, actualment encegada, que sembla comunicar amb aquell, fan pensar que es tracta d'un sobreeixidor, per a facilitar la recollida d'aigua. Les restes permeten afirmar que aquest segon espai comunicava a través d'un ampli passadís amb l'entrada a la fortalesa.
En la zona més elevada, hi ha el tercer espai, amb la torre, que es troba precedida per un pati de planta quadrangular, al qual s'accedeix per un passadís colzat, fabricat en estuc. En aquest pis s'obre part de la claraboia del segon aljub de la fortalesa, el qual està cobert amb volta de mig canó, en la qual es conserva encara el revestiment d'estuc així com l'empremta de les canyes que van formar la cintra.
La torre és de planta rectangular de 8 per 6 metres, amb murs que tenen un gruixut aproximat de 88 centímetres; està coberta amb volta de mig canó de 6,23 metres de longitud; i s'ha construït amb una base de calç i gres. En l'interior de la torre, a la qual s'hi accedeix per una porta bastant deteriorada en la part superior, s'han trobat les restes d'una escala de doble pujada cap al primer pis, del qual només se'n conserven de forma fragmentada restes dels paraments i de l'inici de la volta que el cobria, el que fa pressuposar l'existència d'una terrassa o pis superior. També presenta la torre dues dependències adossades al mur septentrional, en el subsòl, que actualment estan gairebé totalment cobertes d'enderrocs procedents de l'ensulsiada de part de les seves voltes.
L' interior s'il·lumina mitjançant tres petits finestrons emmarcats per una triple planxa de gres per cada llinda, a més de la gran obertura en el mur que enfronta amb l'entrada de la torre. El material de construcció és majoritàriament el gres, combinat amb calç i la tècnica més utilitzada és la tàpia. Aquest gres combinat amb calç forma una sòlida massa.